# Gryffin
Dan Griffith (nascido em 29 de setembro de 1987), conhecido por seu nome artístico Gryffin (muitas vezes estilizado como GRYFFIN), é um músico, DJ, compositor e produtor musical americano. Ele ganhou reconhecimento por remixar algumas canções conhecidas como " Talking Body" de Tove Lo, "Animals" de Maroon 5 e "Desire" do Years & Years.

## Origem e formação
Gryffin nasceu em San Francisco, Califórnia, filho de pai americano e mãe japonesa. Gryffin cresceu como um pianista com formação clássica e aprendeu a tocar violão desde cedo. Ele tocou em bandas para inicialmente aprimorar suas habilidades instrumentais. Ele se formou na Saint Francis High School em Mountain View, Califórnia. Ele estudou engenharia elétrica na Universidade do Sul da Califórnia, onde passava grande parte de seu tempo de lazer em seu dormitório para trabalhar com música.
Questionado sobre suas principais lições de produção musical, ele disse: "No começo, eu apenas lançava músicas com o objetivo principal de fazer meus amigos tocarem nas festas da faculdade e nunca imaginaria que chegaria a esse ponto". Ele fez sua estreia 'mundial' como Gryffin no SnowGlobe Music Festival 2015.
Seu nome artístico foi inspirado em seu sobrenome "Griffith" e no mítico pássaro grifo.
Antes de iniciar sua carreira solo, Griffith era parte da dupla de mashup White Panda.

### 2016
Em 22 de janeiro de 2016, Gryffin lançou seu primeiro single intitulado "Heading Home"  com o cantor australiano Josef Salvat via Darkroom/ Interscope Records. Em 2 de maio de 2016, um videoclipe oficial foi carregado em seu canal no YouTube. A canção alcançou a posição 22 na parada Hot Dance/Electronic Songs, número 21 na parada Dance/Electronic Digital Songs, número 1 na parada Spotify Viral 50 e número 5 na Billboard Twitter Emerging Tabela de artistas. Em 26 de agosto de 2016, ele lançou uma música intitulada "Whole Heart" com Bipolar Sunshine. Em entrevista, sobre a música "Whole Heart", Gryffin disse "'Whole Heart' é um grande passo para mim como artista, pois representa uma maturidade em desenvolvimento do meu som e profundidade nas composições".

### 2017
Em 2017 foram lançados três singles por Gryffin. "Feel Good", uma colaboração com DJ Illenium e a cantora Daya, foi lançada em 3 de maço. "Love in Ruins" com a cantora Sinéad Harnett foi lançado em 7 de julho  e "Nobody Compares to You" com Katie Pearlman foi lançado em 6 de outubro.

### 2018
2018 provou ser um grande ano para Gryffin, lançando cinco singles ao longo do ano. Seu primeiro single do ano, "Winnebago" com Quinn XCII e Daniel Wilson, foi lançado em 20 de abril. Ele seguiu com o single "Just for a Moment" com Iselin, lançado em 22 de junho, e "Tie Me Down" com Elley Duhé, lançado em 3 de agosto. Dois meses após o lançamento de "Tie Me Down", Gryffin lançou uma música com Zohara. "Remember" que foi lançada em 26 de outubro e finalmente liderou as paradas de Dance dos EUA, marcando o primeiro hit número um de Griffith.

### 2019:Gravity
Em 2019, Gryffin lançou seu álbum de estreia completo, Gravity, com aclamação da crítica.

### 2020
Em 26 de julho de 2020, Gryffin anunciou o lançamento de "Cry", com John Martin, em sua página do Instagram. Ele deu a entender que a faixa seria o primeiro single de seu próximo segundo álbum e anunciou 30 de julho de 2020 como a data de lançamento do single. Em 19 de novembro de 2020, Gryffin lançou "Safe With Me" com Audrey Mika.

### 2021
Gryffin lançou "I Want Love" com Two Feet em 10 de fevereiro de 2021. Ele anunciou o lançamento um dia antes em sua página do Instagram.

### 2022:Alive
Em 1º de abril de 2022, Gryffin lançou "You Were Loved" com OneRepublic.
Em 4 de novembro de 2022, Gryffin lançou seu 2º álbum, Alive.

## Vida pessoal
Ele se mudou para Los Angeles em 2016 para ficar mais perto de sua gravadora e empresário. Ele se casou com sua esposa, Stephanie, em abril de 2018. Ele se mudou para Las Vegas, Nevada em janeiro de 2020, onde atualmente reside e toca em várias casas noturnas quando não está se apresentando fora do estado.

## Estilo musical
Gryffin produz música no estilo melodic house e se classifica como um artista melodic house. Ele incorpora sons de piano e guitarra para um estilo musical 'híbrido de elétrico e orgânico'.